# 플랜츠 워
플랜츠 워(PLANTS WAR)는 게임빌과 아이디어 박스 게임즈가 만든 멀티플레이어 온라인 배틀 아레나 게임이다